# Atea (kommunhuvudort)
Atea är en kommunhuvudort i Spanien.   Den ligger i provinsen Provincia de Zaragoza och regionen Aragonien, i den nordöstra delen av landet, 200 km öster om huvudstaden Madrid. Atea ligger 839 meter över havet och antalet invånare är 171.
Terrängen runt Atea är huvudsakligen kuperad, men den allra närmaste omgivningen är platt. Runt Atea är det mycket glesbefolkat, med 5 invånare per kvadratkilometer. Närmaste större samhälle är Daroca, 12,8 km öster om Atea. Omgivningarna runt Atea är i huvudsak ett öppet busklandskap.